# Thierry V de Clèves
Pour les articles homonymes, voir Thierry V.
Thierry V de Clèves (°1185 †1260) (Dietrich V en anglais, Diederik VI en néerlandais et Dietrich IV/VI en allemand), fils de Thierry IV de Clèves et de Marguerite de Hollande, fut comte de Clèves de 1198 à 1260.

## Biographie
Après la mort de son père en 1198, il lui succéda comme comte de Clèves, initialement sous la régence de son oncle Arnold II en raison de sa minorité.
Thierry V a grandement favorisé l'installation de gens dans les régions dont il avait la responsabilité et a fondé plusieurs forteresses et villes, telles que Wesel, Clèves, Kalkar et Grieth. Dans la bataille pour le trône germano-romain, il ne soutint définitivement l'empereur Frédéric II qu'en 1214, qui le confirma sur toutes ses terres. En 1203, Thierry intervint également dans la guerre de succession du comté de Hollande, en faveur de sa cousine Ada de Hollande. Il était également l'un des opposants à Engelbert II de Berg, archevêque de Cologne, mais n'a pas été impliqué dans son meurtre en 1225. Il était également un allié de l'archevêque de Brême dans sa croisade contre les Stedingers (nl) et en 1234, il a combattu à la bataille d'Altenesch (nl). À partir de 1247, il soutient le contre-roi germano-romain Guillaume II de Hollande, qui le réaffirme sur toutes ses terres et à partir de 1248 il participe à la guerre de succession du comté de Flandre, soutenant la maison de Dampierre.
En tant que comte de Clèves, Thierry a également étendu ses territoires. Il acquiert ainsi Gahlen, Castrop, Mengede, Hülchrath et la garde du cathédrale de Willibrord (nl) de Wesel et celle de Dinslaken et il renforce sa position sur le Bas-Rhin. Après la mort prématurée de son fils aîné Thierry en 1245, il partagea ses biens en 1255 entre ses fils encore vivants Thierry VI et Thierry Luf Ier.
Il fut notamment connu pour avoir tué accidentellement Philippe Hurepel de Clermont, fils illégitime du roi de France Philippe II Auguste, lors d'une joute au cours d'un tournoi organisé à Corbie en juillet 1234.
Thierry de Clèves a participé à la bataille de Ane qui s'est tenue en 1227. Il a combattu au côté de d'Otto II de Lippe, évêque d'Utrecht, contre les révoltés de la Drenthe menés par Rudolf de Coevorden mais il a pu s'en sortir vivant.
Peu avant sa mort, il fait reconstruire le Château de Monterberg situé près de Kalkar.

## Mariage et descendance
Thierry V de Clèves épouse Mathilde de Dinslaken (-1224). Ils eurent pour enfants :
- Thierry (1214-1245), comte de Dinslaken ;
- Marguerite (-1251), épouse d'Otton II de Gueldre (-1271).

Il épouse ensuite Edwige de Misnie (-1249), fille de Thierry de Misnie. Ils eurent pour enfants :
- Thierry VI (-1275) ;
- Thierry (-1277), comte de Saarbruck comme 1er époux de Laurette, fille de Simon III de Sarrebruck ;
- Judith (-1275), épouse de Waléran IV de Limbourg ;
- Agnès, épouse Bernard IV de Lippe (-1275), puis Rudolf II de Diepholz (-1303) ;
- Everhard.

## Sources
- (en)/(nl) Cet article est partiellement ou en totalité issu des articles intitulés en anglais « Dietrich V, Count of Cleves » (voir la liste des auteurs) et en néerlandais « Diederik VI van Kleef » (voir la liste des auteurs).
- Généalogie Québec
- The Family Forest Descendants of Milesius of Spain for 84 Generations by The Family Forest National Treasure Edition by Bruce H. Harrison